# اریک داتن
اریک داتن (انگلیسی: Eric Dutton؛ ۲۶ ژوئیه ۱۸۸۳ – ۲۹ مارس ۱۹۶۸) بازیکن لاکراس اهل بریتانیا بود.